# The Truth About Jane
The Truth About Jane è un film di Lee Rose, diretto nel 2000.
- Uscita negli USA : 17 febbraio 2009
- Uscita in Spagna : 17 giugno 2009
- Uscita in Italia : 14 ottobre 2009

## Trama
Jane è un'adolescente sedicenne che, dopo una vita apparentemente ordinaria interamente passata nella cittadina in cui è nata, improvvisamente prende coscienza della propria omosessualità. A rivelarle la sua naturale inclinazione è, dopo molto tempo passato a chiedersi perché non provasse interesse per i ragazzi della sua scuola, l'attrazione, corrisposta, che prova per Taylor. La relazione tra le due giovani, peraltro breve e dolorosa per l'inesperta Jane, non passa inosservata e la ragazza deve confrontarsi con una realtà divenutale improvvisamente ostile. I dubbi e le paure che nutre su sé stessa, gli scherni e le provocazioni degli altri ragazzi della scuola, comprese quelle che un tempo erano le sue amiche, si sommano, dopo che rivela la sua condizione in famiglia, alla difficoltà di far accettare la sua situazione alla madre Janice che, a differenza del padre Robert, pur amandola visceralmente non si rassegna ad accettare una figlia così diversa dal suo ideale di perfezione.
Ad aiutare la giovane Jane a capire ed accettare la propria sessualità contribuiscono in modo determinante un'insegnante, Mrs. Lynn Walcott, che le rivela di essere a sua volta lesbica, e Jimmy, un amico gay della madre, capace di infonderle il necessario coraggio. Jane, un passo alla volta, aiutata anche da un giovane coetaneo che si rivela essere il suo migliore amico, rimette insieme una vita che sembrava volesse scivolarle via, riacquisendo forza e amore per l'esistenza. Gli sforzi di Jane si riflettono positivamente anche sulla madre che lentamente comincia ad accettare la sua "nuova" figlia imponendosi persino di partecipare a un gruppo di sostegno per genitori di figli omosessuali; il suo rapporto con la figlia lentamente migliora ma Jane dovrà comunque rassegnarsi a partecipare al Gay Pride accompagnata solo dal padre; la madre, però, non la lascerà sola ancora a lungo.